# ليه بارودي
ليه بارودي (بالإنجليزية: Les Parodi)‏ هو لاعب كرة قدم بريطاني في مركز الدفاع، ولد في 4 يناير 1954 في لندن في المملكة المتحدة. لعب مع أكسفورد سيتي ونادي بورنموث.